# Ferrari F80
Ferrari F80 – hipersamochód nowej generacji Ferrari i następca LaFerrari. 

## Opis modelu[1]

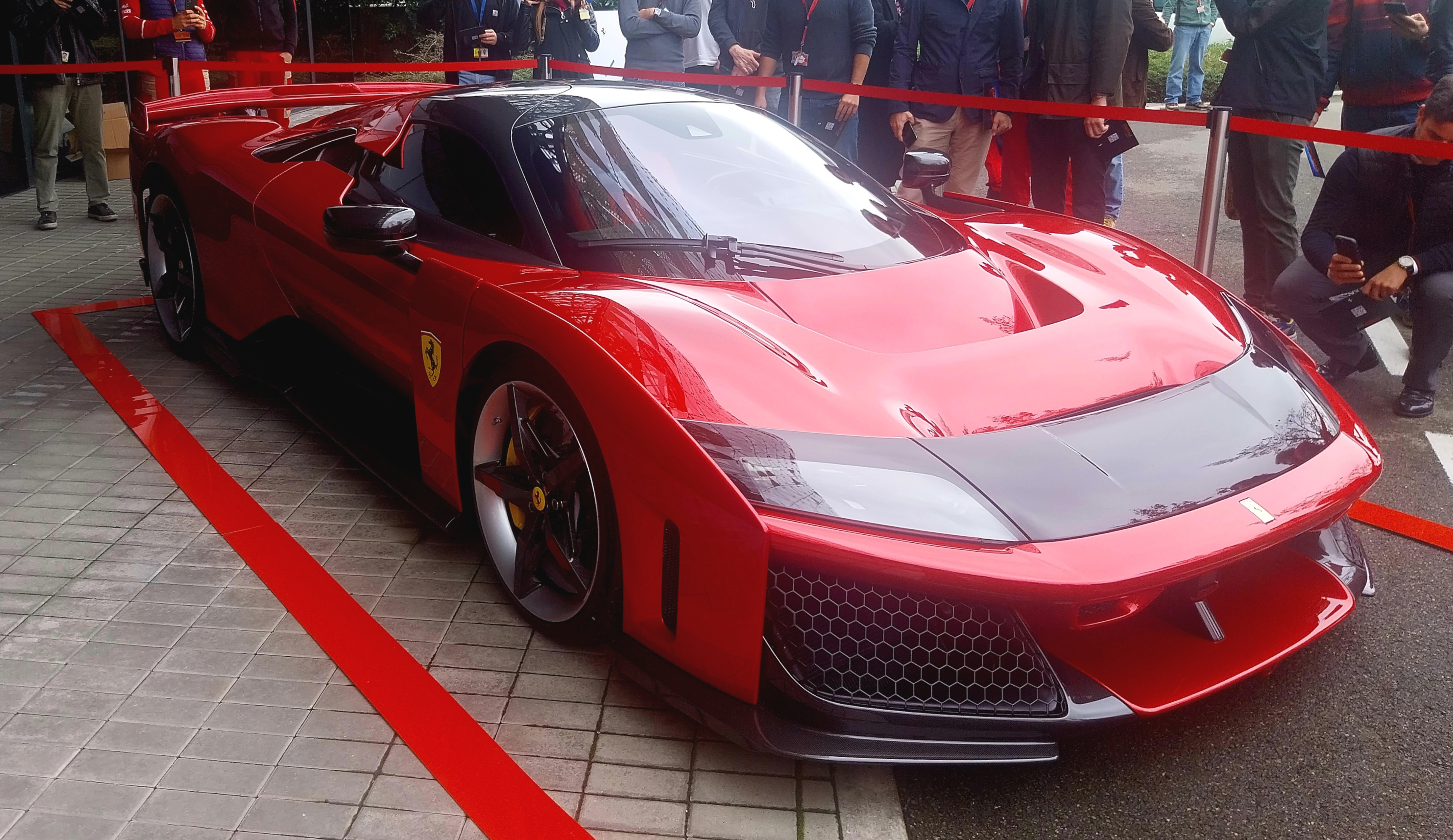
Ferrari F80 na wystawie w fabryce Ferrari w Maranello

Ferrari F80 łączy w sobie najnowocześniejszą technologię hybrydową i aerodynamikę inspirowaną Formułą 1. Wyprodukowanych zostanie jedynie 799 egzemplarzy, a każdy z nich będzie kosztował około 3,9 miliona dolarów.
F80 posiada układ napędowy obejmujący hybrydową konfigurację o łącznej mocy 1200 koni mechanicznych, łączącą silnik V6 z podwójnym turbodoładowaniem i silnikami elektrycznymi. Jednostka ta jest blisko spokrewniona z silnikiem który napędzał bolid Lemans Ferrari 499P oraz model 296GT3
Ferrari F80 zostało zaprojektowane w nastawieniu na osiągi, zachowując jednocześnie dopuszczenie samochodu do ruchu drogowego, włączając funkcje zaczerpnięte z motorsportu, takie jak wektorowanie momentu obrotowego, zaawansowana aerodynamika i innowacyjny akumulator wysokonapięciowy, który poprawia rozkład masy, oraz dynamikę jazdy. Dzięki tym zabiegom Ferrari F80 osiąga siłę docisku 1000 kg przy 250 km/h, co czyni go jednym z najbardziej zaawansowanych aerodynamicznie samochodów drogowych w historii. Auto ma rzadko spotykane rozmieszczenie miejsc, gdzie fotel pasażera jest odsunięty do tyłu, podkreśla to skupienie się na kierowcy, jednocześnie zapewniając pasażerowi miejsce na minimalistycznym siedzeniu za kierowcą. Auto będzie konkurować z zaprezentowanym parę dni wcześniej McLaren'em W1.

## Dane techniczne
Silnik
- Typ Silnika spalinowego: V6[1]
- Moc maksymalna silnika spalinowego: 900KM
- Łączna moc hybrydy: 1200KM
- Typ napędu: AWD

Osiągi
- 0-100km/h: 2,15 sekundy
- 0-200km/h: 5,75 sekund
- Prędkość maksymalna: 350km/h
- Waga: 1525kg
- Siła docisku: 1000kg przy 250km/h